# Шадрин, Василий Автономович
Василий Автономович Шадрин (23.12.1905 —23.10.1976) — советский государственный деятель, председатель Сумского облисполкома (1948—1950).

## Биография
Находился на руководящей работе в Башкирской АССР. Избирался депутатом Верховного Совета Башкирской АССР первого созыва от Инзерского округа.
- 1940—1944 гг. — председатель исполнительного комитета Орджоникидзевского-Ставропольского краевого Совета,
- 1948—1950 гг. — председатель исполнительного комитета Сумского областного Совета.

В 1968 г. работал начальником Херсонского областного управления «Укрводстрой».
Похоронен в с. Камышаны Херсонской области.

## Награды и звания
Награждён орденом Трудового Красного Знамени (16.03.1940) — «за выдающиеся успехи в сельском хозяйстве и в особенности за перевыполнение плана по урожайности зерновых и технических культур, а также за достижение высоких показателей по животноводству».